# Campeonato Africano de Atletismo de 2016 - 10000 m masculino
A prova dos 10000 metros masculino do Campeonato Africano de Atletismo de 2016 foi disputada no dia 22 de junho no Kings Park Stadium  em Durban,  na África do Sul. Participaram da prova 22 atletas sendo que 17 concluíram a prova. 

## Recordes
Antes desta competição, os recordes mundiais e do campeonato nesta prova eram os seguintes:
|                       | Nome             | Nacionalidade | Tempo      | Local      | Data                 |
| --------------------- | ---------------- | ------------- | ---------- | ---------- | -------------------- |
| Recorde mundial       | Kenenisa Bekele  | Etiópia       | 26m 17s 53 | Bruxelas   | 26 de agosto de 2005 |
| Recorde do campeonato | Kenneth Kipkemoi | Quênia        | 27m 19s 74 | Porto Novo | 28 de junho de 2012  |
| Recorde africano      | Kenenisa Bekele  | Etiópia       | 26m 17s 53 | Bruxelas   | 26 de agosto de 2005 |

## Medalhistas
| Ouro                 | Prata                 | Bronze               |
| Stephen Mokoka (RSA) | Wilfred Kimitei (KEN) | Namakwe Nkhasi (LES) |

## Cronograma
Todos os horários são locais (UTC+2). 
| Data        | Hora  | Evento |
| ----------- | ----- | ------ |
| 22 de junho | 18:00 | Final  |

## Resultado final
| Posição           | Atleta                        | Nacionalidade | Tempo    | Notas |
| ----------------- | ----------------------------- | ------------- | -------- | ----- |
| Medalha de ouro   | Stephen Mokoka                | África do Sul | 28:02.97 |       |
| Medalha de prata  | Wilfred Kimitei               | Quênia        | 28:03.18 |       |
| Medalha de bronze | Namakwe Nkhasi                | Lesoto        | 28:06.33 |       |
| 4                 | Jemal Yimer                   | Etiópia       | 28:08.92 |       |
| 5                 | Fikadu Haftu                  | Etiópia       | 28:09.21 |       |
| 6                 | Stephen Arita                 | Quênia        | 28:09.66 |       |
| 7                 | Ismail Gallet                 | Tanzânia      | 28:13.46 |       |
| 8                 | Abraham Habte                 | Eritreia      | 28:18.18 |       |
| 9                 | Abdallah Mande Kibet          | Uganda        | 28:21.92 |       |
| 10                | Gladwin Mzazi                 | África do Sul | 28:24.50 |       |
| 11                | Arega Mekonen                 | Etiópia       | 28:37.41 |       |
| 12                | Fabiano Sulle                 | Tanzânia      | 29:09.75 |       |
| 13                | John Atem                     | Sudão do Sul  | 29:53.67 |       |
| 14                | Happy Ndacha Mcherewje        | Malawi        | 29:59.94 |       |
| 15                | Jacob Mugomeri                | Zimbabwe      | 30:05.75 |       |
| 16                | Jauodo Jauodo                 | Moçambique    | 32:01.59 |       |
| 17                | Stephanus Kaudinge            | Namíbia       | 34:05.63 |       |
| 18                | David Kulang                  | Sudão do Sul  | DNS      |       |
| 18                | Jean Marie Vianney Niyomukiza | Burundi       | DNS      |       |
| 18                | Onesphore Nzikwikunda         | Burundi       | DNS      |       |
| 18                | Mohamed Firsa Enyem           | Sudão         | DNS      |       |
| 18                | Melusi Sihlongonyane          | Essuatíni     | DNS      |       |

Legenda
| Recorde mundial       | Recorde mundial (World record)               |                       | Recorde africano                      | Recorde africano (African) |                                           | Q | Classificado por posição (Qualified) |
| Recorde do campeonato | Recorde do campeonato (Championship record)  | Recorde da América    | Recorde da América (Americas)         | q                          | Classificado por melhor tempo (Qualified) |   |                                      |
| Melhor marca do ano   | Melhor marca do ano (World leading)          | Recorde asiático      | Recorde asiático (Asian)              | DNS                        | Não largou (Did not start)                |   |                                      |
| Recorde nacional      | Recorde nacional (National record)           | Recorde europeu       | Recorde europeu (European)            | DNF                        | Não terminou (Did not finish)             |   |                                      |
| Recorde pessoal       | Recorde pessoal do atleta (Personal best)    | Recorde da Oceania    | Recorde da Oceania (Oceania)          | DSQ / DQ                   | Desclassificado (Disqualified)            |   |                                      |
| Recorde da temporada  | Recorde da temporada do atleta (Season best) | Recorde sul-americano | Recorde sul-americano (South America) | NM                         | Sem marca (No mark)                       |   |                                      |